# Teucholabis (Teucholabis) brevisetosa
Teucholabis (Teucholabis) brevisetosa is een tweevleugelige uit de familie steltmuggen (Limoniidae). De soort komt voor in het Neotropisch gebied.